# Miliario de oro

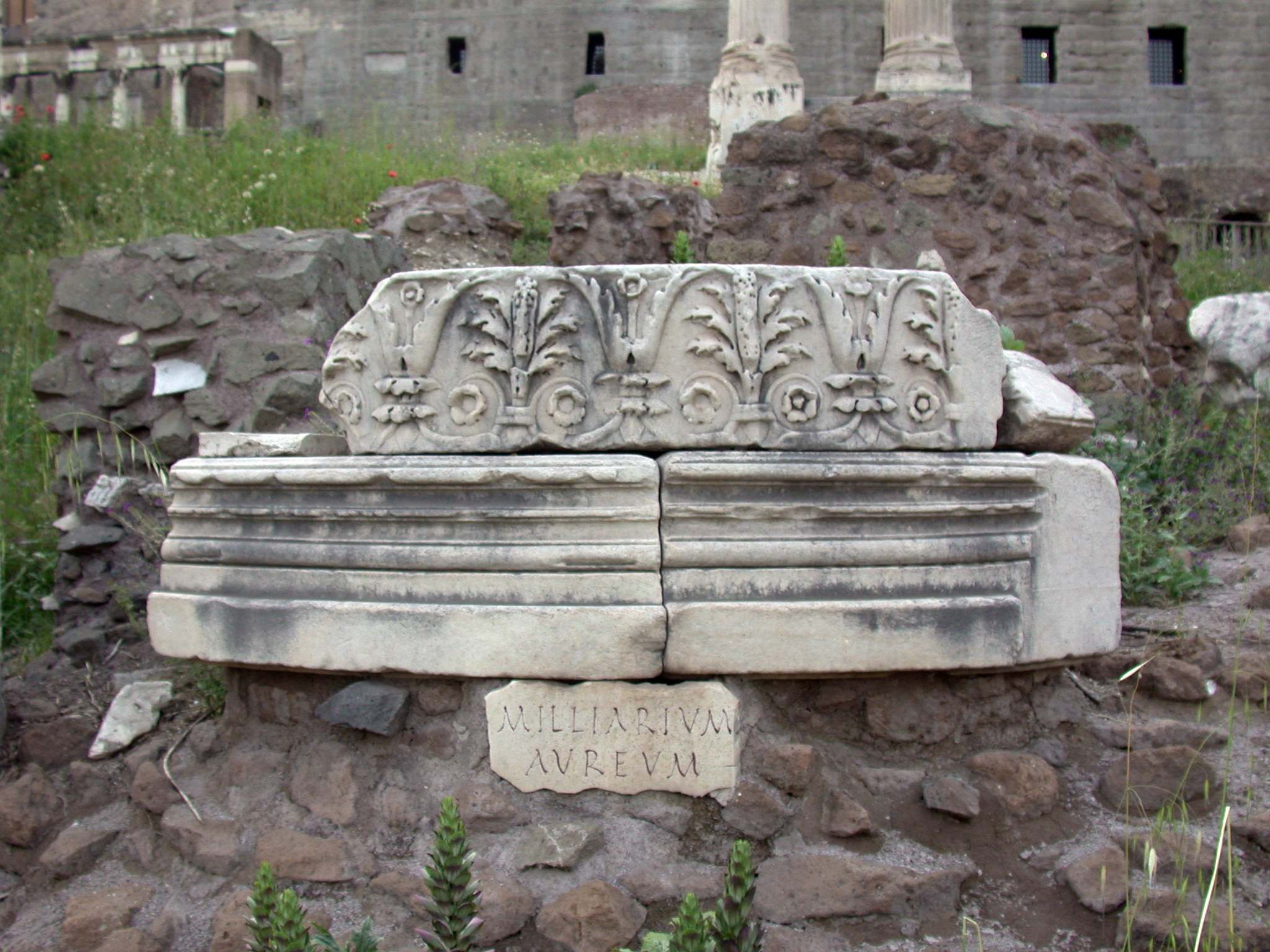
Restos llamados Milliarium aureum en el Foro Romano.

El Miliario áureo (en latín, Milliarium aureum, "piedra miliar dorada") fue un monumento, probablemente de mármol o bronce dorado, erigido por el emperador Octavio Augusto cerca del Templo de Saturno en el Foro central de la Antigua Roma. Se consideraba que todas las calzadas empezaban en este monumento y todas las distancias en el Imperio romano se medían en relación con él. Quizá sobre él había una lista con todas las ciudades principales en el Imperio y la distancia hasta ellas, aunque la ubicación precisa del monumento y su inscripción sigue siendo objeto de debate entre los historiadores. 
Según Schaff, la frase «todos los caminos conducen a Roma» es una referencia al Milliarium Aureum —el punto específico al que todas las carreteras llevaban—. Actualmente, se especula con que una estructura de mármol sea la base de la piedra miliar en el Foro Romano.

## Historia
Augusto, como curator viarum, erigió el monumento en el año 20 a. C. Probablemente recibió el nombre de Milliarium Aureum poco después de su inauguración. Simbolizaba el punto inicial del sistema de calzadas romanas al resto de Italia y a todas las posesiones imperiales.
Según Plutarco, el objetivo primero del monumento al tiempo de su construcción era marcar el punto de convergencia de las rutas de la península itálica permitiendo medir sus distancias no desde las murallas Servianas sino desde el Foro, centro político y religioso de la ciudad. La función simbólica de centro de toda la red vial del Imperio pudo serle atribuida más tardíamente por extensión.

## Arquitectura y estilo
El plan del monumento está entre los que faltan entre los fragmentos recuperados de la Forma Urbis. Los fragmentos que se conservan en esta zona del Foro Romano están todos en lo que se llama bloque V-11, Stanford University #19 (Templo de Saturno con la sección frontal y escalera, pero la sección de los Rostra falta, el templo de la Concordia, y el Templo de Vespasiano deificado). La información de autores antiguos es también muy escasa, de manera que hay muchos problemas de interpretación en relación con la naturaleza exacta del Milliarium Aureum.

### Ubicación
Es cierto que estaba "[bajo] el Templo de Saturno a la cabecera del Foro Romano", pero su ubicación exacta es aún desconocida. Según Plinio el Viejo y Tácito, el miliario se encontraba cerca del templo de Saturno, en la zona occidental del Foro que queda por encima del resto de la explanada (sub aedem Saturni y in capite Romani fori).
Los restos de una estructura circular de hormigón fueron descubiertos durante las excavaciones llevadas a cabo en 1959 y podrían corresponderse con los cimientos del miliario. Debido a que los datos arqueológicos de esta excavación de Kähler en 1959 parecen confirmar los procedentes de las excavaciones realizadas por Bunsen en 1833, muchos estudiosos consideran actualmente que estaba ubicado en la esquina sudeste del podio de los Rostra Augusti en un eje simétrico con el Umbilicus Urbis Romae, adyacente a la salida de los pasos que formaban un semicírculo.

### Estilo, estructura y dimensiones
Parece que el Milliarium Aureum fue una columna de mármol rodeada de bronce dorado; según C. Hülsen, un enorme cilindro de mármol fue encontrado en 1835 cerca del Templo de Saturno y aún tenía ganchos de bronce. El monumento en su conjunto lo más probable es que tuviera la forma estandarizada de una piedra miliar romana. Algunos estudiosos creen que el Milliarium Aureum estaba elaborado enteramente con bronce dorado, mientras que otros creen que solo las letras de la inscripción estarían en bronce dorado. Las dimensiones probables de esta estructura incluirían una altura de 370 cm, y un diámetro de 1,15 m (solo la columna) o 3 m si se incluye la supuesta base (esto es, los fragmentos de mármol tallados llamados "Milliarium Aureum" en el Foro Romano).

### El problema de la inscripción
Las fuentes antiguas nunca dicen nada directamente sobre una inscripción sobre el Milliarium Aureum, así que cualquier idea que se pueda tener sobre la inscripción debe considerarse una inferencia moderna basada en la forma típica, estructura y función de las piedras miliares romanas.
Las principales hipótesis que se han sugerido sobre la inscripción incluyen:
- Nada, salvo el nombre y título del Emperador.
- Los nombres de las ciudades más importantes de Italia y del Imperio romano en el año 20 a. C., con las distancias de estas a Roma.[15] Según una vaga frase de Plinio el Viejo (Naturalis Historia, 3.66), las distancias en millas romanas se medían a partir de las puertas de la ciudad y no desde la ubicación del Milliarium (así con una diferencia de alrededor de una milla): la vía Apia desde la porta Capena (a Bríndisi, Grecia y las provincias orientales; la vía Salaria y la vía Nomentana desde la porta Collina y la vía Flaminia (al norte de Italia, Recia, Nórico, Panonia e Ilírico); la vía Aurelia (a la Galia e Hispania); la vía Ostiensis (a Ostia y las principales bahías de Córcega y Cerdeña, Sicilia y África).
- Los nombres de las calzadas que salían de Roma y los hombres de rango pretoriano a los que Augusto había nombrado curatores viarum para que vieran su mantenimiento,[16] basándose en el relato de Dión Casio de la erección del monumento.

### El problema de los fragmentos de mármol titulados "Milliarium Aureum"
Los fragmentos de mármol de alrededor de tres metros de diámetro llamados "Milliarium Aureum" con una decoración de friso de palmeta han sido considerados durante largo tiempo parte de la base del monumento. Sin embargo, no hay evidencia directa de ello, considerando igualmente que el diámetro de esta base parece ser demasiado grande para un milliarium estándar.
Según Richardson, las ruinas a las que se llaman "Milliarium Aureum" pueden ser consideradas pertinentes solo si la columna del monumento era de una escala colosal, de casi 3 metros de diámetro, y no 1,15 m:

Aún menos creíble es que la piedra tallada llamada Milliarium Aureum en el extremo noroeste del Foro Romano actualmente pertenecieron a la base de ese monumento. El friso decorado con una palmeta estaría relativamente alto en un edificio y ambos elementos son de un diámetro igual al del Umbilicus Romae, demasiado grande para un miliario, a menos que fuera de una escala colosal.

Los investigadores prefieren hoy en día considerar que estos fragmentos son una sección de la parte superior del Umbilicus Urbis Romae ("Ombligo de la ciudad de Roma"), una estructura en la misma zona del Foro que sirvió para un propósito parecido pero no idéntico, y que tenía una base de 5,1 m de diámetro y elementos superiores de 3 m de diámetro.